# Белица (Осилница)
Белица (сло. Belica) је мало насељено место у општини Осилница у јужној Словенији. Област је део традиционалног региона Доње Карније, а сада је укључена у Статистичку регију Југоисточне Словеније.
У насељу посвећено Богородици Дјеви налази се мања капела, која датира из друге половине 19. века.